# Slušný občan
Slušný občan (v originále אזרח מודאג) je izraelský dramatický film z roku 2022, který režíroval Idan Haguel. Film měl světovou premiéru 11. února 2022 na Berlínském mezinárodním filmovém festivalu.

## Děj
Ben a Raz bydlí v Tel Avivu ve čtvrti plné imigrantů a plánují, že spolu budou mít dítě. Ben na ulici zasadil strom, aby vylepšil zdejší čtvrť. Když vidí, že se o něj opírají dva imigranti, zavolá policii, aby jim domluvili. Policisté však mladíka brutálně zmlátí. Ben se cítí provinile, což se projeví i v jejich vztahu s Razem.

## Obsazení
| Shlomi Bertonov   | Ben                 |
| Ariel Wolf        | Raz                 |
| Lena Fraifeld     | Rutti               |
| Uriah Jablonowsky | Roee                |
| Ilan Hazan        | terapeut            |
| Yshelu Gebremkiel | Yshelu              |
| Flora Bloch       | Tami z Paříže       |
| Idan Hubel        | Rotem               |
| Yael Rozenblit    | Maya                |
| Or Butbul         | realitní agent Kobi |
| Aram Rabinovich   | muž ve sprchách     |

## Ocenění
- Mezinárodní filmový festival v Berlíně: nominace na cenu Teddy v kategorii hraný film